# Делгерхаан (Хентій)
Делгерхаан (монг.: Дэлгэрхаан) — сомон аймаку Хентій, Монголія. Площа 3958 км², населення 3,15 тис. Центр сомону селище Цагаандевсег (Аварга) лежить за 232 км від Улан-Батора, за 124 км від міста Ундерхаан.

## Рельєф
Гори Делгерхан (2042 м), Херлен баян Улаан, Дашбалбар, Майхантай, широкі долини Аваргин гол, Баянгийн хар, Замагт Сужиг. Територєю сомону течуть річки Херлен, Аварга, Баруун Цайр, озера Тосон, Хул, Дасагийн хонгор.

## Клімат
Клімат різко континентальний. Щорічні опади 270 мм, середня температура січня −23°, середня температура липня +16.

## Природа
Водяться лисиці, вовки, олені, сніжні барси.

## Корисні копалини
Запасиплавиковий шпат, димчастого кришталю, агату, халцедону, точильного каменю.

## Соціальна сфера
Є школа, лікарня, торговельно-культурні центри.